# Футбол на літніх Олімпійських іграх 2016 — жінки (склади)
У цій статті представлені склади команд, які брали участь у жіночому турнірі з футболу на літніх Олімпійських іграх 2016, що проходили в Ріо-де-Жанейро. Кожна країна виставляла збірну з 18-ти гравців. У команді повинно бути принаймні двоє голкіперів (плюс ще один воротар).
Вік, ігри і голи вказані станом на початок турніру, 4 серпня 2016 року.

## Група E

### Бразилія
Головний тренер: Вадан
| №  | Поз. | Гравець        | Дата народження (вік)           | Ігри | Голи | Клуб            |
| -- | ---- | -------------- | ------------------------------- | ---- | ---- | --------------- |
| 1  |      | Барбара        | 4 липня 1988 (вік 28 років)     | 25   | 0    | вільний агент   |
| 2  |      | Фабіана        | 4 серпня 1989 (вік 26 років)    | 59   | 6    | Далянь          |
| 3  |      | Моніка         | 21 квітня 1987 (вік 29 років)   | 25   | 2    | Орландо Прайд   |
| 4  |      | Рафаелле       | 18 червня 1991 (вік 25 років)   | 8    | 0    | Чанчунь         |
| 5  |      | Таіса          | 17 грудня 1988 (вік 27 років)   | 29   | 2    | вільний агент   |
| 6  |      | Тамірес        | 10 жовтня 1987 (вік 28 років)   | 35   | 3    | Фортуна         |
| 7  |      | Дебінья        | 20 жовтня 1991 (вік 24 роки)    | 6    | 4    | Далянь          |
| 8  |      | Форміга        | 3 березня 1978 (вік 38 років)   | 138  | 20   | вільний агент   |
| 9  |      | Андресса Алвес | 10 листопада 1992 (вік 23 роки) | 39   | 10   | Барселона       |
| 10 |      | Марта (c)      | 19 лютого 1986 (вік 30 років)   | 95   | 92   | Русенгорд       |
| 11 |      | Крістіані      | 15 травня 1985 (вік 31 рік)     | 109  | 75   | Парі Сен-Жермен |
| 12 |      | Поліана        | 6 лютого 1991 (вік 25 років)    | 34   | 2    | Х'юстон Даш     |
| 13 |      | Еріка          | 4 лютого 1988 (вік 28 років)    | 49   | 10   | Парі Сен-Жермен |
| 14 |      | Бруна          | 16 жовтня 1985 (вік 30 років)   | 4    | 0    | вільний агент   |
| 15 |      | Ракель         | 21 березня 1991 (вік 25 років)  | 22   | 4    | Чанчунь         |
| 16 |      | Беатріс        | 17 грудня 1993 (вік 22 роки)    | 18   | 1    | Інчхон          |
| 17 |      | Андресса       | 1 травня 1995 (вік 21 рік)      | 21   | 7    | Х'юстон Даш     |
| 18 |      | Елін           | 15 квітня 1989 (вік 27 років)   | 0    | 0    | вільний агент   |

### Китай
Головний тренер: Бруно Біні
| №  | Поз. | Гравець      | Дата народження (вік)            | Ігри | Голи | Клуб                          |
| -- | ---- | ------------ | -------------------------------- | ---- | ---- | ----------------------------- |
| 1  |      | Чжао Ліна    | 18 вересня 1991 (вік 24 роки)    | 31   | 0    | Шанхай                        |
| 2  |      | Лю Шаньшань  | 16 березня 1992 (вік 24 роки)    | 51   | 0    | Чанчунь                       |
| 3  |      | Сюе Цзяо     | 30 січня 1993 (вік 23 роки)      | 26   | 0    | Далянь                        |
| 4  |      | Чень Ґао     | 11 серпня 1992 (вік 23 роки)     | 2    | 0    | Далянь                        |
| 5  |      | У Хайянь     | 26 лютого 1993 (вік 23 роки)     | 63   | 0    | Шаньдун                       |
| 6  |      | Лі Дунна (c) | 6 грудня 1988 (вік 27 років)     | 81   | 6    | Далянь                        |
| 7  |      | Лі Їн        | 7 січня 1993 (вік 23 роки)       | 80   | 13   | Шаньдун                       |
| 8  |      | Тан Жуїнь    | 17 липня 1994 (вік 22 роки)      | 39   | 0    | Чанчунь                       |
| 9  |      | Ма Сяосюй    | 5 червня 1988 (вік 28 років)     | 147  | 61   | Далянь                        |
| 10 |      | Ян Лі        | 31 січня 1991 (вік 25 років)     | 33   | 17   | Цзянсу Сунін                  |
| 11 |      | Ван Шаньшань | 27 січня 1990 (вік 26 років)     | 70   | 9    | Тяньцзінь                     |
| 12 |      | Ван Шуан     | 23 січня 1995 (вік 21 рік)       | 44   | 6    | Далянь                        |
| 13 |      | Пан Фенюе    | 19 січня 1989 (вік 27 років)     | 80   | 6    | Далянь                        |
| 14 |      | Чжао Жун     | 2 серпня 1991 (вік 25 років)     | 52   | 0    | Чанчунь                       |
| 15 |      | Чжан Жуй     | 17 січня 1989 (вік 27 років)     | 91   | 17   | Народно-визвольна армія Китаю |
| 16 |      | Ян Мань      | 2 листопада 1995 (вік 20 років)  | 16   | 1    | Шаньдун                       |
| 17 |      | Гу Яша       | 28 листопада 1990 (вік 25 років) | 118  | 10   | Пекін                         |
| 18 |      | Чжан Юе      | 30 вересня 1990 (вік 25 років)   | 49   | 0    | Пекін                         |

### Південна Африка
Головний тренер: Вера Пау
| №  | Поз. | Гравець              | Дата народження (вік)          | Ігри | Голи | Клуб                                   |
| -- | ---- | -------------------- | ------------------------------ | ---- | ---- | -------------------------------------- |
| 1  |      | Роксанна Баркер      | 6 травня 1991 (вік 25 років)   | 28   | 0    | Акюрєйрі                               |
| 2  |      | Лебоганг Рамалепе    | 3 грудня 1991 (вік 24 роки)    | 27   | 1    | Маіндієс                               |
| 3  |      | Нотандо Вілаказі     | 28 жовтня 1988 (вік 27 років)  | 86   | 5    | Пелес Супер Фелконс                    |
| 4  |      | Ноко Матлоу          | 30 вересня 1985 (вік 30 років) | 124  | 63   | Маіндієс                               |
| 5  |      | Джанін ван Вік (c)   | 17 квітня 1987 (вік 29 років)  | 131  | 11   | JVW                                    |
| 6  |      | Мамелло Махабане     | 24 лютого 1988 (вік 28 років)  | 71   | 18   | JVW                                    |
| 7  |      | Стефані Мальєрб      | 5 квітня 1996 (вік 20 років)   | 7    | 0    | Техаський університет A&M              |
| 8  |      | Робін Мудалі         | 16 червня 1994 (вік 22 роки)   | 14   | 2    | Північно-Західний університет Огайо    |
| 9  |      | Аманда Дламіні       | 22 липня 1988 (вік 28 років)   | 100  | 24   | Університет Йоганнесбургу              |
| 10 |      | Лінда Мотлало        | 1 липня 1998 (вік 18 років)    | 8    | 3    | Нове Замки                             |
| 11 |      | Шіве Нонгваніа       | 7 березня 1994 (вік 22 роки)   | 28   | 4    | Блумфонтейн Селтик                     |
| 12 |      | Жермен Сеопосенве    | 12 жовтня 1993 (вік 22 роки)   | 41   | 10   | Університет Семфорд                    |
| 13 |      | Бамбанані Мбане      | 12 березня 1990 (вік 26 років) | 2    | 0    | Блумфонтейн Селтик                     |
| 14 |      | Сана Молло           | 30 січня 1987 (вік 29 років)   | 69   | 21   | Мамелоді Сандаунз                      |
| 15 |      | Рефілоє Джейн        | 4 серпня 1992 (вік 23 роки)    | 62   | 5    | Технологічний університет              |
| 16 |      | Анділе Дламіні       | 2 вересня 1992 (вік 23 роки)   | 19   | 0    | Мамелоді Сандаунз                      |
| 17 |      | Леандра Смеда        | 22 липня 1989 (вік 27 років)   | 60   | 13   | Університет Західно-Капської провінції |
| 18 |      | Номпумелело Н'яндені | 19 серпня 1987 (вік 28 років)  | 125  | 38   | JVW                                    |
| 20 |      | Тембі Кгатлана       | травня 2, 1996 (вік 20 років)  |      |      |                                        |

### Швеція
Головний тренер: Пія Сундгаге
| №  | Поз. | Гравець              | Дата народження (вік)           | Ігри | Голи | Клуб                |
| -- | ---- | -------------------- | ------------------------------- | ---- | ---- | ------------------- |
| 1  |      | Гедвіг Ліндаль       | 29 квітня 1983 (вік 33 роки)    | 122  | 0    | Челсі               |
| 2  |      | Йонна Андерссон      | 2 січня 1993 (вік 23 роки)      | 4    | 0    | Лінчепінг           |
| 3  |      | Лінда Сембрант       | 15 травня 1987 (вік 29 років)   | 69   | 7    | Монпельє            |
| 4  |      | Емма Берглунд        | 19 грудня 1988 (вік 27 років)   | 44   | 1    | Русенгорд           |
| 5  |      | Нілла Фішер          | 2 серпня 1984 (вік 32 роки)     | 144  | 20   | Вольфсбург          |
| 6  |      | Магдалена Ерікссон   | 8 вересня 1993 (вік 22 роки)    | 11   | 1    | Лінчепінг           |
| 7  |      | Ліза Далквіст        | 6 лютого 1987 (вік 29 років)    | 110  | 11   | Еребру              |
| 8  |      | Лотта Шелін (c)      | 27 лютого 1984 (вік 32 роки)    | 165  | 84   | Русенгорд           |
| 9  |      | Косоваре Асллані     | 29 липня 1989 (вік 27 років)    | 83   | 25   | Манчестер Сіті      |
| 10 |      | Софія Якобссон       | 23 квітня 1990 (вік 26 років)   | 71   | 12   | Монпельє            |
| 11 |      | Стіна Блакстеніус    | 5 лютого 1996 (вік 20 років)    | 8    | 1    | Лінчепінг           |
| 12 |      | Олівія Скуг          | 11 березня 1991 (вік 25 років)  | 36   | 5    | Ескільстуна Юнайтед |
| 13 |      | Фрідоліна Рольфьо    | 24 листопада 1993 (вік 22 роки) | 9    | 4    | Лінчепінг           |
| 14 |      | Емілія Аппельквіст   | 11 лютого 1990 (вік 26 років)   | 12   | 1    | Юргорден            |
| 15 |      | Джессіка Самуельссон | 30 січня 1992 (вік 24 роки)     | 32   | 0    | Лінчепінг           |
| 16 |      | Елін Рубенссон       | 11 травня 1993 (вік 23 роки)    | 31   | 0    | Гетеборг            |
| 17 |      | Каролін Сегер (c)    | 19 березня 1985 (вік 31 рік)    | 151  | 23   | Олімпік (Ліон)      |
| 18 |      | Гільда Карлен        | 13 серпня 1991 (вік 24 роки)    | 2    | 0    | Пітео               |
| 19 |      | Паулін Гаммарлунд    | 7 травня 1994 (вік 22 роки)     | 6    | 3    | Гетеборг            |

## Група F

### Австралія
Головний тренер: Alen Stajcic
| №  | Поз. | Гравець             | Дата народження (вік)            | Ігри | Голи | Клуб                     |
| -- | ---- | ------------------- | -------------------------------- | ---- | ---- | ------------------------ |
| 1  |      | Лідія Вільямс       | 13 травня 1988 (вік 28 років)    | 53   | 0    | Х'юстон Даш              |
| 2  |      | Ларісса Круммер     | 10 січня 1996 (вік 20 років)     | 10   | 1    | Мельбурн Сіті            |
| 3  |      | Катріна Горрі       | 13 серпня 1992 (вік 23 роки)     | 44   | 13   | Брисбен Роар             |
| 4  |      | Клер Полкінгорн (c) | 1 лютого 1989 (вік 27 років)     | 87   | 6    | Брисбен Роар             |
| 5  |      | Лора Аллевей        | 28 листопада 1989 (вік 26 років) | 44   | 2    | Орландо Прайд            |
| 6  |      | Хлоя Логарцо        | 22 грудня 1994 (вік 21 рік)      | 8    | 0    | Ескільстуна Юнайтед      |
| 7  |      | Степ Кетлі          | 26 січня 1994 (вік 22 роки)      | 49   | 2    | Орландо Прайд            |
| 8  |      | Ілайз Келлонд-Найт  | 10 серпня 1990 (вік 25 років)    | 71   | 1    | Потсдам                  |
| 9  |      | Кейтлін Фурд        | 11 листопада 1994 (вік 21 рік)   | 45   | 7    | Перт Глорі               |
| 10 |      | Емілі ван Егмонд    | 12 липня 1993 (вік 23 роки)      | 53   | 14   | Франкфурт                |
| 11 |      | Ліза Де Ванна (c)   | 14 листопада 1984 (вік 31 рік)   | 112  | 39   | Мельбурн Сіті            |
| 12 |      | Еллі Карпентер      | 28 квітня 2000 (вік 16 років)    | 3    | 0    | Вестерн Сідней Вондерерз |
| 13 |      | Тамека Бутт         | 16 червня 1991 (вік 25 років)    | 55   | 7    | Маллбекен ІФ             |
| 14 |      | Аланна Кеннеді      | 21 січня 1995 (вік 21 рік)       | 43   | 1    | Вестерн Нью-Йорк         |
| 15 |      | Саманта Керр        | 10 вересня 1993 (вік 22 роки)    | 43   | 7    | Скай Блю                 |
| 16 |      | Мішель Гейман       | 4 липня 1988 (вік 28 років)      | 48   | 18   | Канберра Юнайтед         |
| 17 |      | Кай Саймон          | 25 червня 1991 (вік 25 років)    | 65   | 20   | Бостон Брікерс           |
| 18 |      | Маккензі Арнольд    | 25 лютого 1994 (вік 22 роки)     | 10   | 0    | Перт Глорі               |

### Канада
Головний тренер: Джон Гердман
| №  | Поз. | Гравець             | Дата народження (вік)           | Ігри | Голи | Клуб                                        |
| -- | ---- | ------------------- | ------------------------------- | ---- | ---- | ------------------------------------------- |
| 1  |      | Стефані Лаббе       | 10 жовтня 1986 (вік 29 років)   | 34   | 0    | Вашингтон Спіріт                            |
| 2  |      | Алліша Чапмен       | 25 січня 1989 (вік 27 років)    | 32   | 1    | Х'юстон Даш                                 |
| 3  |      | Кадейша Б'юкенен    | 5 листопада 1995 (вік 20 років) | 60   | 3    | Університет Західної Вірджинії              |
| 4  |      | Шеліна Задорскі     | 24 серпня 1992 (вік 23 роки)    | 20   | 3    | Вашингтон Спіріт                            |
| 5  |      | Ребекка Квінн       | 11 серпня 1995 (вік 20 років)   | 25   | 3    | Дюкський університет                        |
| 6  |      | Діенн Роуз          | 3 березня 1999 (вік 17 років)   | 12   | 3    | Скарборо Юнайтед                            |
| 7  |      | Ріан Вілкінсон      | 12 травня 1982 (вік 34 роки)    | 175  | 7    | Вільний агент                               |
| 8  |      | Діана Матесон       | 6 квітня 1984 (вік 32 роки)     | 183  | 17   | Вашингтон Спіріт                            |
| 9  |      | Жозе Беланже        | 14 травня 1986 (вік 30 років)   | 50   | 7    | Орландо Прайд                               |
| 10 |      | Ешлі Лоуренс        | 11 червня 1995 (вік 21 рік)     | 42   | 4    | Університет Західної Вірджинії              |
| 11 |      | Дезіре Скотт        | 31 липня 1987 (вік 29 років)    | 110  | 0    | Канзас-Сіті                                 |
| 12 |      | Крістін Сінклер (c) | 12 червня 1983 (вік 33 роки)    | 243  | 162  | Портленд Торнс                              |
| 13 |      | Софі Шмідт          | 28 червня 1988 (вік 28 років)   | 149  | 16   | Франкфурт                                   |
| 14 |      | Мелісса Танкреді    | 27 грудня 1981 (вік 34 роки)    | 118  | 25   | Еребру                                      |
| 15 |      | Нішель Прінс        | 19 лютого 1995 (вік 21 рік)     | 16   | 6    | Університет штату Огайо                     |
| 16 |      | Джанін Беккі        | 20 серпня 1994 (вік 21 рік)     | 23   | 10   | Х'юстон Даш                                 |
| 17 |      | Джессі Флемінг      | 11 березня 1998 (вік 18 років)  | 33   | 3    | Каліфорнійський університет у Лос-Анджелесі |
| 18 |      | Сабріна Д'Анджело   | 11 травня 1993 (вік 23 роки)    | 2    | 0    | Вестерн Нью-Йорк                            |

### Німеччина
Головний тренер: Сільвія Найд
| №  | Поз. | Гравець             | Дата народження (вік)            | Ігри | Голи | Клуб            |
| -- | ---- | ------------------- | -------------------------------- | ---- | ---- | --------------- |
| 1  |      | Альмут Шульт        | 9 лютого 1991 (вік 25 років)     | 28   | 0    | Вольфсбург      |
| 2  |      | Йозефіна Геннінґ    | 8 вересня 1989 (вік 26 років)    | 28   | 0    | Арсенал         |
| 3  |      | Саскіа Бартусяк (c) | 9 вересня 1982 (вік 33 роки)     | 94   | 1    | Франкфурт       |
| 4  |      | Леоні Маєр          | 29 вересня 1992 (вік 23 роки)    | 40   | 6    | Баварія Мюнхен  |
| 5  |      | Анніке Кран         | 1 липня 1985 (вік 31 рік)        | 130  | 5    | Баєр 04         |
| 6  |      | Сімоне Лаудер       | 12 липня 1986 (вік 30 років)     | 97   | 26   | Баварія Мюнхен  |
| 7  |      | Мелані Берінгер     | 18 листопада 1985 (вік 30 років) | 116  | 29   | Баварія Мюнхен  |
| 8  |      | Лена Гьосслінг      | 8 березня 1986 (вік 30 років)    | 86   | 10   | Вольфсбург      |
| 9  |      | Александра Попп     | 6 квітня 1991 (вік 25 років)     | 67   | 33   | Вольфсбург      |
| 10 |      | Дженіфер Марожан    | 18 квітня 1992 (вік 24 роки)     | 59   | 27   | Олімпік (Ліон)  |
| 11 |      | Аня Міттаг          | 16 травня 1985 (вік 31 рік)      | 137  | 42   | Парі Сен-Жермен |
| 12 |      | Табеа Кемме         | 14 грудня 1991 (вік 24 роки)     | 28   | 1    | Потсдам         |
| 13 |      | Сара Дебріц         | 15 лютого 1995 (вік 21 рік)      | 30   | 4    | Баварія Мюнхен  |
| 14 |      | Бабетт Петер        | 12 травня 1988 (вік 28 років)    | 96   | 5    | Вольфсбург      |
| 15 |      | Менді Іслакер       | 8 серпня 1988 (вік 27 років)     | 7    | 2    | Франкфурт       |
| 16 |      | Мелані Лойпольц     | 14 квітня 1994 (вік 22 роки)     | 41   | 7    | Баварія Мюнхен  |
| 17 |      | Ізабель Кершовскі   | 22 січня 1988 (вік 28 років)     | 7    | 3    | Вольфсбург      |
| 18 |      | Лаура Бенкарт       | 14 жовтня 1992 (вік 23 роки)     | 2    | 0    | Фрайбург        |
| 19 |      | Свеня Гут           | 25 січня 1991 (вік 25 років)     | 20   | 0    | Потсдам         |

### Зімбабве
Головний тренер: Шадрек Млаузі
| №  | Поз. | Гравець             | Дата народження (вік)           | Ігри | Голи | Клуб              |
| -- | ---- | ------------------- | ------------------------------- | ---- | ---- | ----------------- |
| 1  |      | Чідо Дрінгіраі      | 25 жовтня 1991 (вік 24 роки)    | 0    | 0    | Флем Лілі Квінз   |
| 2  |      | Лінетт Мутокуто     | 1 вересня 1988 (вік 27 років)   | 0    | 0    | Блек Райнос       |
| 3  |      | Шейла Макото        | 14 січня 1990 (вік 26 років)    | 0    | 0    | Блю Шеллоуз Квінз |
| 4  |      | Нобуле Маджіка      | 9 травня 1991 (вік 25 років)    | 0    | 0    | Інлайн Академія   |
| 5  |      | Еммакулате Мсіпа    | 7 червня 1992 (вік 24 роки)     | 0    | 0    | Блек Райнос       |
| 6  |      | Талент Мандаза      | 11 грудня 1985 (вік 30 років)   | 0    | 0    | Блек Райнос       |
| 7  |      | Рудо Нешамба (c)    | 10 лютого 1992 (вік 24 роки)    | 0    | 0    | Веерамс           |
| 8  |      | Ріджойс Капфумвуті  | 18 листопада 1991 (вік 24 роки) | 0    | 0    | Інлайн Академія   |
| 9  |      | Самкелісіве Зулу    | 14 квітня 1990 (вік 26 років)   | 0    | 0    | Флем Лілі Квінз   |
| 10 |      | Мавіс Чіранду       | 15 січня 1995 (вік 21 рік)      | 0    | 0    | Веерамс           |
| 11 |      | Дейзі Кайтано       | 20 вересня 1993 (вік 22 роки)   | 0    | 0    | Блек Райнос       |
| 12 |      | Марджорі Ньяумве    | 10 липня 1987 (вік 29 років)    | 0    | 0    | Флем Лілі Квінз   |
| 13 |      | Еріна Джеке         | 16 вересня 1990 (вік 25 років)  | 0    | 0    | Флем Лілі Квінз   |
| 14 |      | Юніс Чібанда        | 26 березня 1996 (вік 20 років)  | 0    | 0    | Блек Райнос       |
| 15 |      | Рутенда Макоре      | 30 вересня 1992 (вік 23 роки)   | 0    | 0    | Блек Райнос       |
| 16 |      | Ліндіве Магведе     | 1 грудня 1991 (вік 24 роки)     | 0    | 0    | Циклон Старс      |
| 17 |      | Кудакваше Басопо    | 18 липня 1990 (вік 26 років)    | 0    | 0    | Блек Райнос       |
| 18 |      | Фелістас Музонгонді | 22 березня 1983 (вік 33 роки)   | 0    | 0    | Мвенезана         |

## Група G

### Колумбія
Головний тренер: Феліпе Таборда
| №  | Поз. | Гравець            | Дата народження (вік)         | Ігри | Голи | Клуб               |
| -- | ---- | ------------------ | ----------------------------- | ---- | ---- | ------------------ |
| 1  |      | Каталіна Перес     | 8 листопада 1994 (вік 21 рік) | 5    | 0    | Університет Маямі  |
| 2  |      | Кароліна Арбелаес  | 8 березня 1995 (вік 21 рік)   | 1    | 0    | Формас Інтімас     |
| 3  |      | Наталія Гайтан (c) | 3 квітня 1991 (вік 25 років)  | 39   | 4    | Валенсія           |
| 4  |      | Діана Оспіна       | 3 березня 1989 (вік 27 років) | 33   | 3    | Формас Інтімас     |
| 5  |      | Ізабелла Ечеверрі  | 16 червня 1994 (вік 22 роки)  | 15   | 1    | Університет Толедо |
| 6  |      | Ліана Салазар      | 16 вересня 1992 (вік 23 роки) | 13   | 0    | Футуро Соккер      |
| 7  |      | Інгрід Відаль      | 22 квітня 1991 (вік 25 років) | 54   | 11   | Пальмінарас        |
| 8  |      | Мілдрей Пінеда     | 1 жовтня 1989 (вік 26 років)  | 25   | 2    | Пальмінарас        |
| 9  |      | Оріаніка Веласкес  | 1 серпня 1989 (вік 27 років)  | 41   | 2    | Голь Стар          |
| 10 |      | Лейсі Сантос       | 16 травня 1996 (вік 20 років) | 15   | 2    | Голь Стар          |
| 11 |      | Каталіна Усме      | 25 грудня 1989 (вік 26 років) | 44   | 20   | Формас Інтімас     |
| 12 |      | Ніколь Реньє       | 28 лютого 1995 (вік 21 рік)   | 1    | 0    | Райо Вальєкано     |
| 13 |      | Анхела Клавіхо     | 1 вересня 1993 (вік 22 роки)  | 19   | 0    | Каматса            |
| 14 |      | Наталі Аріас       | 2 квітня 1986 (вік 30 років)  | 58   | 6    | Формас Інтімас     |
| 15 |      | Тетяна Аріза       | 21 лютого 1991 (вік 25 років) | 38   | 8    | Х'юстон Ейсес      |
| 16 |      | Леді Андраде       | 10 січня 1992 (вік 24 роки)   | 45   | 9    | Вестерн Нью-Йорк   |
| 17 |      | Кароліна Аріас     | 2 вересня 1990 (вік 25 років) | 42   | 0    | Орсомарсо          |
| 18 |      | Сандра Сепульведа  | 3 березня 1988 (вік 28 років) | 39   | 0    | Кір'ят-Гат         |

### Франція
Головний тренер: Філіпп Бержеро
| №  | Поз. | Гравець              | Дата народження (вік)          | Ігри | Голи | Клуб            |
| -- | ---- | -------------------- | ------------------------------ | ---- | ---- | --------------- |
| 1  |      | Мелін Жерар          | 30 травня 1990 (вік 26 років)  | 4    | 0    | Олімпік (Ліон)  |
| 2  |      | Грідж Мбок Баті      | 26 лютого 1995 (вік 21 рік)    | 9    | 0    | Олімпік (Ліон)  |
| 3  |      | Венді Ренар (c)      | 20 липня 1990 (вік 26 років)   | 71   | 17   | Олімпік (Ліон)  |
| 4  |      | Сакіна Каршауі       | 26 січня 1996 (вік 20 років)   | 1    | 0    | Монпельє        |
| 5  |      | Сабріна Деланнуа     | 18 травня 1986 (вік 30 років)  | 26   | 2    | Парі Сен-Жермен |
| 6  |      | Амандін Анрі         | 28 вересня 1989 (вік 26 років) | 48   | 6    | Портленд Торнс  |
| 7  |      | Амель Мажрі          | 25 січня 1993 (вік 23 роки)    | 20   | 3    | Олімпік (Ліон)  |
| 8  |      | Джессіка Уара-Д'Оммо | 29 вересня 1987 (вік 28 років) | 41   | 3    | Олімпік (Ліон)  |
| 9  |      | Ежені Ле Соммер      | 18 травня 1989 (вік 27 років)  | 116  | 52   | Олімпік (Ліон)  |
| 10 |      | Каміль Абілі         | 5 грудня 1984 (вік 31 рік)     | 145  | 29   | Олімпік (Ліон)  |
| 11 |      | Клер Лавоже          | 18 червня 1994 (вік 22 роки)   | 13   | 1    | Олімпік (Ліон)  |
| 12 |      | Елоді Томіс          | 13 серпня 1986 (вік 29 років)  | 116  | 31   | Олімпік (Ліон)  |
| 13 |      | Кадідіату Діані      | 1 квітня 1995 (вік 21 рік)     | 5    | 1    | Париж           |
| 14 |      | Луїза Несіб          | 23 січня 1987 (вік 29 років)   | 125  | 32   | Олімпік (Ліон)  |
| 15 |      | Еліз Буссаглія       | 24 вересня 1985 (вік 30 років) | 143  | 26   | Вольфсбург      |
| 16 |      | Сара Буадді          | 17 жовтня 1986 (вік 29 років)  | 93   | 0    | Олімпік (Ліон)  |
| 17 |      | Кейра Амрауї         | 13 січня 1990 (вік 26 років)   | 22   | 1    | Олімпік (Ліон)  |
| 18 |      | Марі-Лор Делі        | 29 січня 1988 (вік 28 років)   | 90   | 62   | Парі Сен-Жермен |

### Нова Зеландія
Головний тренер: Тоні Рідінгс
| №  | Поз. | Гравець         | Дата народження (вік)            | Ігри | Голи | Клуб                     |
| -- | ---- | --------------- | -------------------------------- | ---- | ---- | ------------------------ |
| 1  |      | Ерін Найлер     | 17 квітня 1992 (вік 24 роки)     | 40   | 0    | Норвест Юнайтед          |
| 2  |      | Рія Персівал    | 7 грудня 1989 (вік 26 років)     | 116  | 11   | Базель                   |
| 3  |      | Анна Грін       | 20 серпня 1990 (вік 25 років)    | 60   | 7    | Маллбекен ІФ             |
| 4  |      | Кеті Данкан     | 1 лютого 1988 (вік 28 років)     | 115  | 1    | Цюрих                    |
| 5  |      | Еббі Ерсеґ (c)  | 20 листопада 1989 (вік 26 років) | 126  | 6    | Вестерн Нью-Йорк         |
| 6  |      | Ребека Скотт    | 17 червня 1993 (вік 23 роки)     | 49   | 4    | Клауделандс Роверз       |
| 7  |      | Алі Райлі       | 30 жовтня 1987 (вік 28 років)    | 101  | 1    | Русенгорд                |
| 8  |      | Джасмін Перейра | 20 липня 1996 (вік 20 років)     | 18   | 0    | Три Кінгс Юнайтед        |
| 9  |      | Амбер Гірн      | 28 листопада 1984 (вік 31 рік)   | 112  | 50   | Єна                      |
| 10 |      | Сара Ґреґоріус  | 6 серпня 1987 (вік 28 років)     | 78   | 24   | Сперанцца Осака-Такацукі |
| 11 |      | Кірсті Єллоп    | 4 листопада 1986 (вік 29 років)  | 99   | 12   | Маллбекен ІФ             |
| 12 |      | Бетсі Гассетт   | 4 серпня 1990 (вік 25 років)     | 91   | 8    | Вердер Бремен            |
| 13 |      | Розі Вайт       | 6 червня 1993 (вік 23 роки)      | 81   | 14   | Ліверпуль                |
| 14 |      | Кеті Бовен      | 15 квітня 1994 (вік 22 роки)     | 37   | 1    | Канзас-Сіті              |
| 15 |      | Мейкайла Мур    | 4 червня 1996 (вік 20 років)     | 14   | 0    | Кешмере Технікал         |
| 16 |      | Анналі Лонґо    | 1 липня 1991 (вік 25 років)      | 91   | 8    | Кешмере Технікал         |
| 17 |      | Ганна Вілкінсон | 28 травня 1992 (вік 24 роки)     | 74   | 23   | Університет Теннессі     |
| 18 |      | Ребекка Роллс   | 22 серпня 1975 (вік 40 років)    | 22   | 0    | Три Кінгс Юнайтед        |

### США
Головний тренер: Джилл Елліс
| №  | Поз. | Гравець              | Дата народження (вік)            | Ігри | Голи | Клуб             |
| -- | ---- | -------------------- | -------------------------------- | ---- | ---- | ---------------- |
| 1  |      | Гоуп Соло            | 30 липня 1981 (вік 35 років)     | 201  | 0    | Сіетл            |
| 2  |      | Меллорі П'ю          | 29 квітня 1998 (вік 18 років)    | 16   | 4    | Реал Колорадо    |
| 3  |      | Еллі Лонг            | 13 серпня 1987 (вік 28 років)    | 13   | 2    | Портленд Торнс   |
| 4  |      | Беккі Сауенбранн (c) | 6 червня 1985 (вік 31 рік)       | 112  | 0    | Канзас-Сіті      |
| 5  |      | Келлі О'Гара         | 4 серпня 1988 (вік 27 років)     | 85   | 2    | Скай Блю         |
| 6  |      | Вітні Енґен          | 28 листопада 1987 (вік 28 років) | 39   | 4    | Бостон Брікерс   |
| 7  |      | Меган Клінгенберг    | 2 серпня 1988 (вік 28 років)     | 67   | 3    | Портленд Торнс   |
| 8  |      | Джулі Джонстон       | 6 квітня 1992 (вік 24 роки)      | 40   | 8    | Чикаго Ред Старс |
| 9  |      | Ліндсі Горан         | 26 травня 1994 (вік 22 роки)     | 23   | 3    | Портленд Торнс   |
| 10 |      | Карлі Ллойд (c)      | 16 липня 1982 (вік 34 роки)      | 227  | 90   | Х'юстон Даш      |
| 11 |      | Алі Крігер           | 28 липня 1984 (вік 32 роки)      | 93   | 1    | Вашингтон Спіріт |
| 12 |      | Крістен Пресс        | 29 грудня 1988 (вік 27 років)    | 73   | 34   | Чикаго Ред Старс |
| 13 |      | Алекс Морган         | 2 липня 1989 (вік 27 років)      | 115  | 68   | Орландо Прайд    |
| 14 |      | Морган Браян         | 26 лютого 1993 (вік 23 роки)     | 57   | 4    | Х'юстон Даш      |
| 15 |      | Меган Рапіноу        | 5 липня 1985 (вік 31 рік)        | 114  | 31   | Сіетл            |
| 16 |      | Крістал Данн         | 3 липня 1992 (вік 24 роки)       | 38   | 15   | Вашингтон Спіріт |
| 17 |      | Тобін Гіт            | 29 травня 1988 (вік 28 років)    | 121  | 15   | Портленд Торнс   |
| 18 |      | Алісса Негер         | 20 квітня 1988 (вік 28 років)    | 7    | 0    | Чикаго Ред Старс |